# Republiken Förenade Nederländernas flotta
Republiken Förenade Nederländernas flotta (Staatse Vloot), var under sextonhundratalet Europas mest framgångsrika örlogsflotta. Det var också under denna period en av Europas största örlogsflottor.

## Flottans betydelse

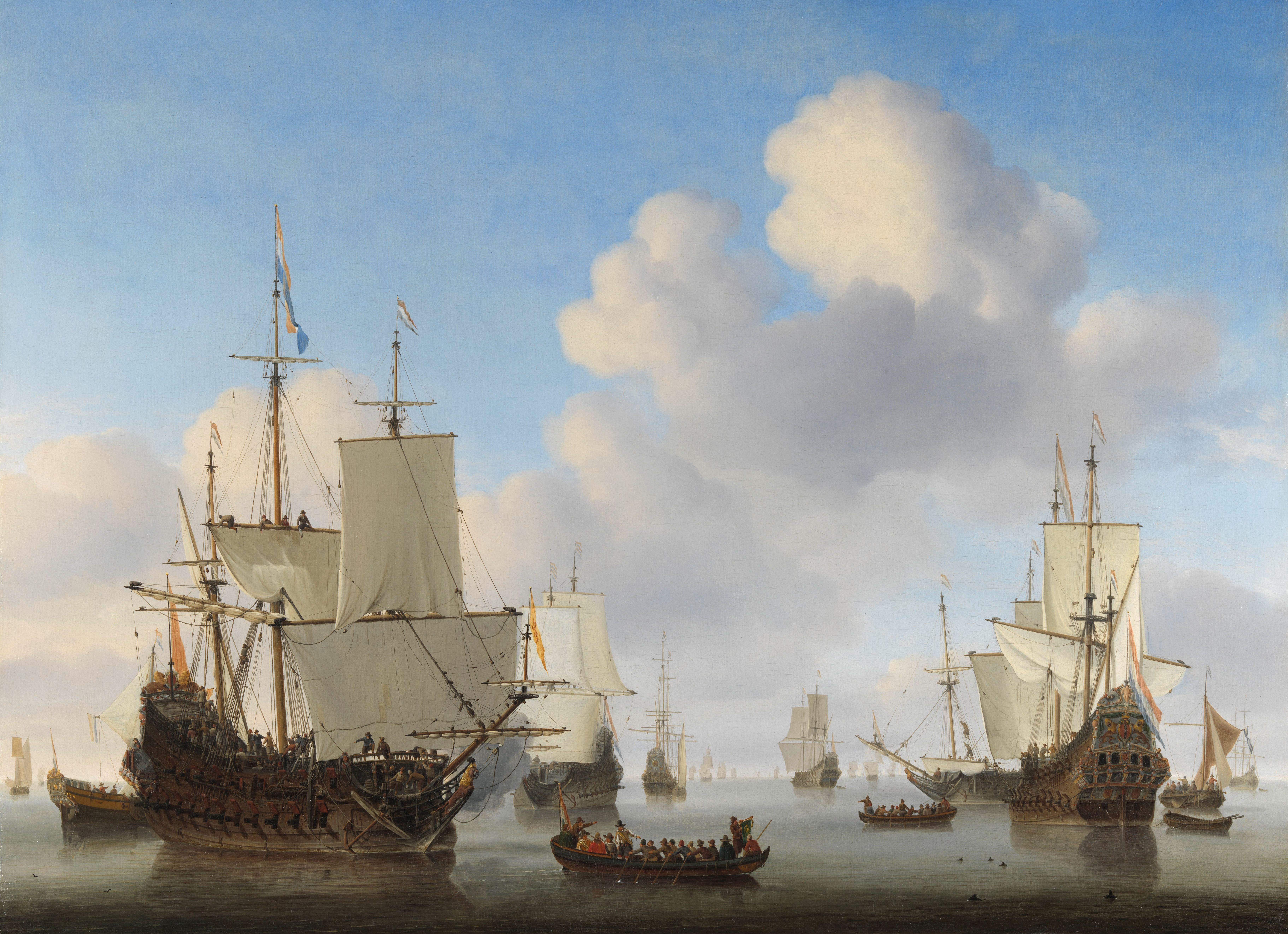
Nederländska örlogsfartyg omkring 1665.

Holland, Zeeland och Friesland var då Europas ledande sjöfartsländer. De hade en stor handelssektor, en jättelik handelsflotta, en stor sjömanskader, många hamnar och varv samt tillgång till en stor marknad för varvsförnödenheter. De nederländska sjöfartsnäringarna var överlägsna andra länders därför att man kombinerade teknologi och entreprenörskap med låga transaktionskostnader. Men örlogsflottan var av avgörande betydelse för att upprätta och underhålla de nederländska sjöfartsnäringarnas överlägsenhet. Under denna glansperiod var den nederländska flottan engagerad som fiende eller bundsförvant med Spanien, Portugal, England, Frankrike, Danmark-Norge och Sverige och i dessa länders sjömilitära historieskrivning är flottan behandlad med respekt, beundran och avund. I sjöslaget vid Downs i Engelska kanalen 1639 besegrade den nederländska flottan en kombinerad spansk-portugisisk armada i ett av militärhistoriens mest avgörande segrar. 1658–1659 räddade den nederländska flottan Danmark från att utplånas som självständig stat av Sverige. 1672–1673 utkämpade den nederländska flottan ett mycket framgångsrikt försvarskrig mot de kombinerade franska och engelska flottorna. 1688 genomförde flottan en framgångsrik landstigning i England.

## Organisation

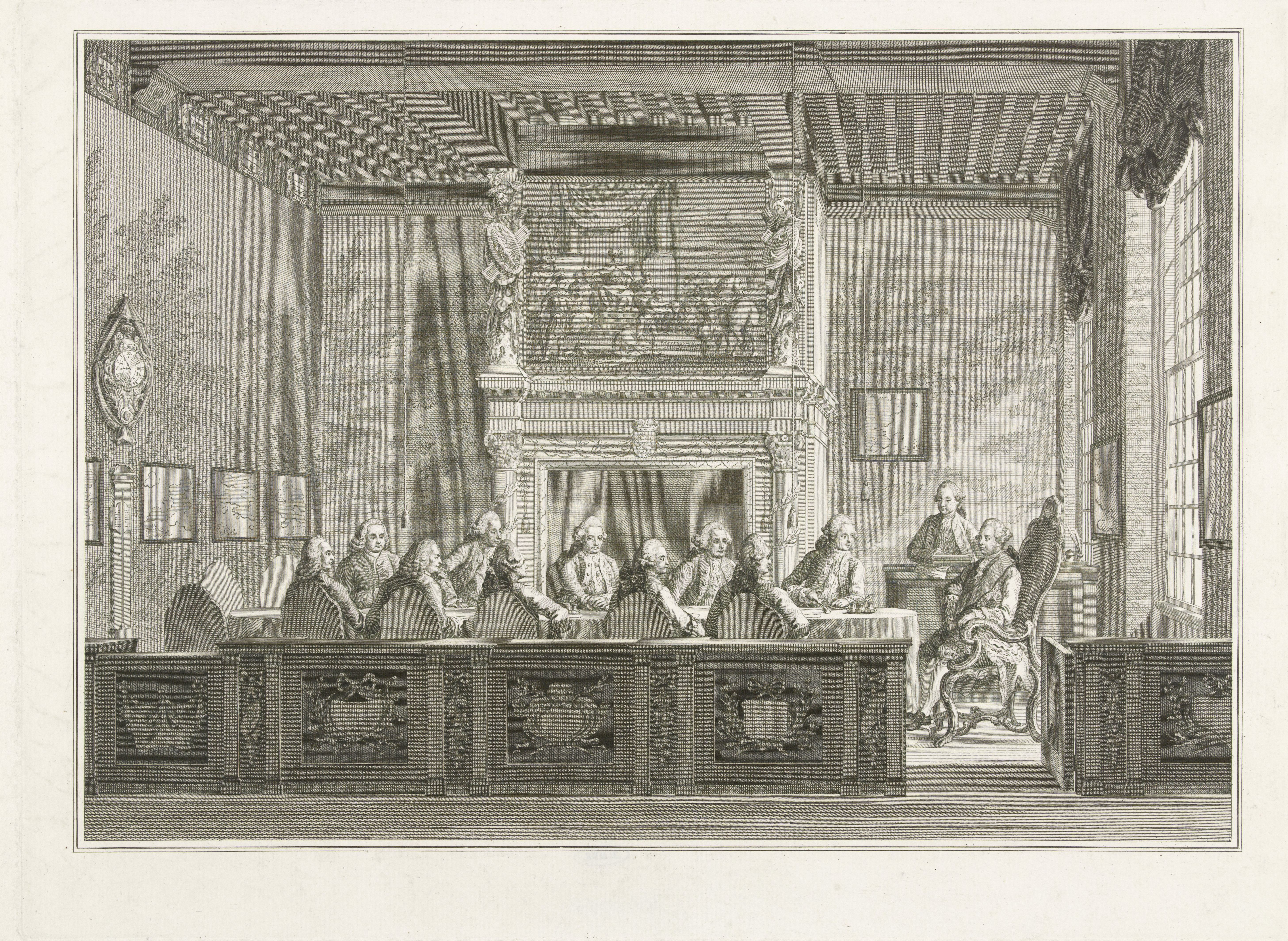
Konferenssalen i Amsterdams amiralitet 1768.

Under Amiralitetsrådet fanns det fem amiralitetskollegier vilka administrerade varsin flottstyrka. Två eller flera av dessa förenades till sjöss i krig och bildade operativa flottor. Amiraliteten lydde under generalstaterna och samarbetade under amiralitetsrådets och generalamiralens ledning. Amiraliteten var också den Förenade republikens enda organ för direkt beskattning genom tullavgifter vilka uppbars direkt av amiralitetens tjänstemän. Republikens alla övriga inkomster kom från provinsernas bidrag.

### Amiraliteten

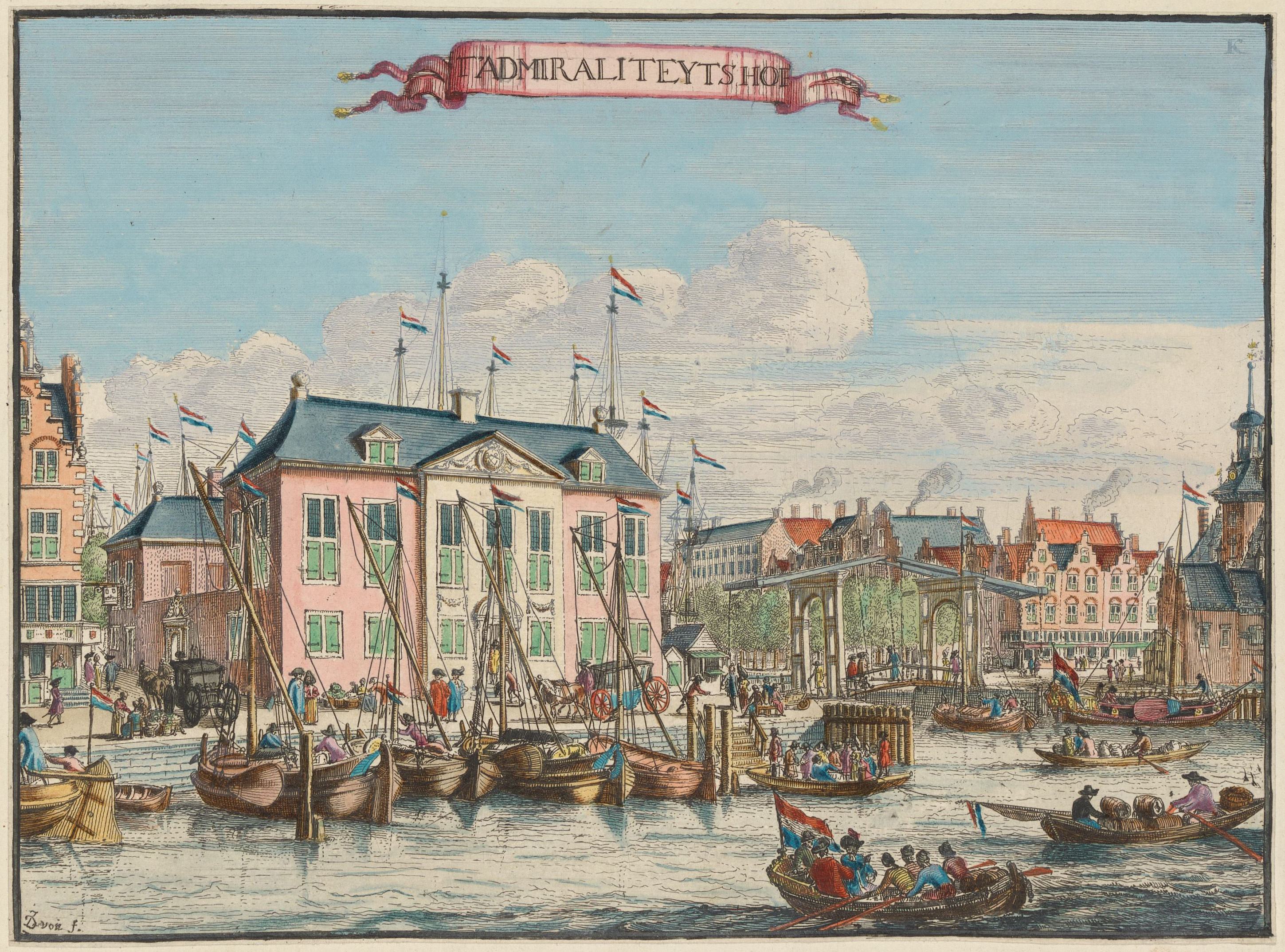
Amiralitetshuset i Rotterdam 1694.

- Amsterdams amiralitet var det förmögnaste och det politiskt viktigaste.[2] (Gelderland hade ett säte i kollegiet, Holland sex, Zeeland, Utrecht, Friesland, Overijssel och Groningen hade var och en ett säte.[3])
- Amiralitetet vid Maas med säte i Rotterdams var det äldsta.[2] (Gelderland hade ett säte i kollegiet, Holland sju, Zeeland ett, Utrecht ett, Friesland ett, Overijssel ett.[4])
- Zeelands amiralitet med säte i Vlissingen och varv i Middelburg kom därnäst i betydelse.[2] (Zeeland hade sju säten i kollegiet, Holland två, Utrecht ett.[5])
- Nordkvarterets amiralitet var det tredje holländska amiralitetet; dess säte flyttades var sjätte månad mellan Hoorn och Enkhuizen.[2] (Gelderland hade ett säte i kollegiet, Holland sex, Zeeland ett, Utrecht ett, Friesland ett, Overijssel ett.[6])
- Frieslands amiralitet med säte i Harlingen var det minsta.[2] (Gelderland hade ett säte i kollegiet, Holland ett, Utrecht ett, Friesland fyra, Overijssel ett, Groningen två.[7])

### Amiralitetens ansvarsområden

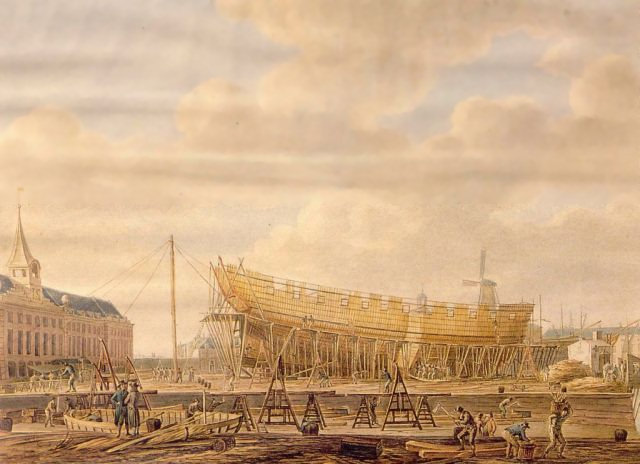
Amiralitetet i Rotterdam 1780.

Amiraliteten ansvarade för sjörätt, varv, magasin, skeppsbyggnad, underhåll av örlogsskeppen, upphandling av varvsförnödenheter och anställning av flaggmän och fartygschefer vilka i sin tur ansvarade för eskadrarnas bemanning och proviantering. En permanent fartygschefskår (ordinaris-kapiteins) bildades 1626 vilket var tidigare än i den engelska flottan. Örlogsfartygen byggdes både av amiralitetsvarven och av enskilda varv och flottan kunde dra nytta av de snabba teknologiska framstegen som ägde rum och de rationella skeppsbyggnadsmetoder som utvecklades.

### Operativa flottan

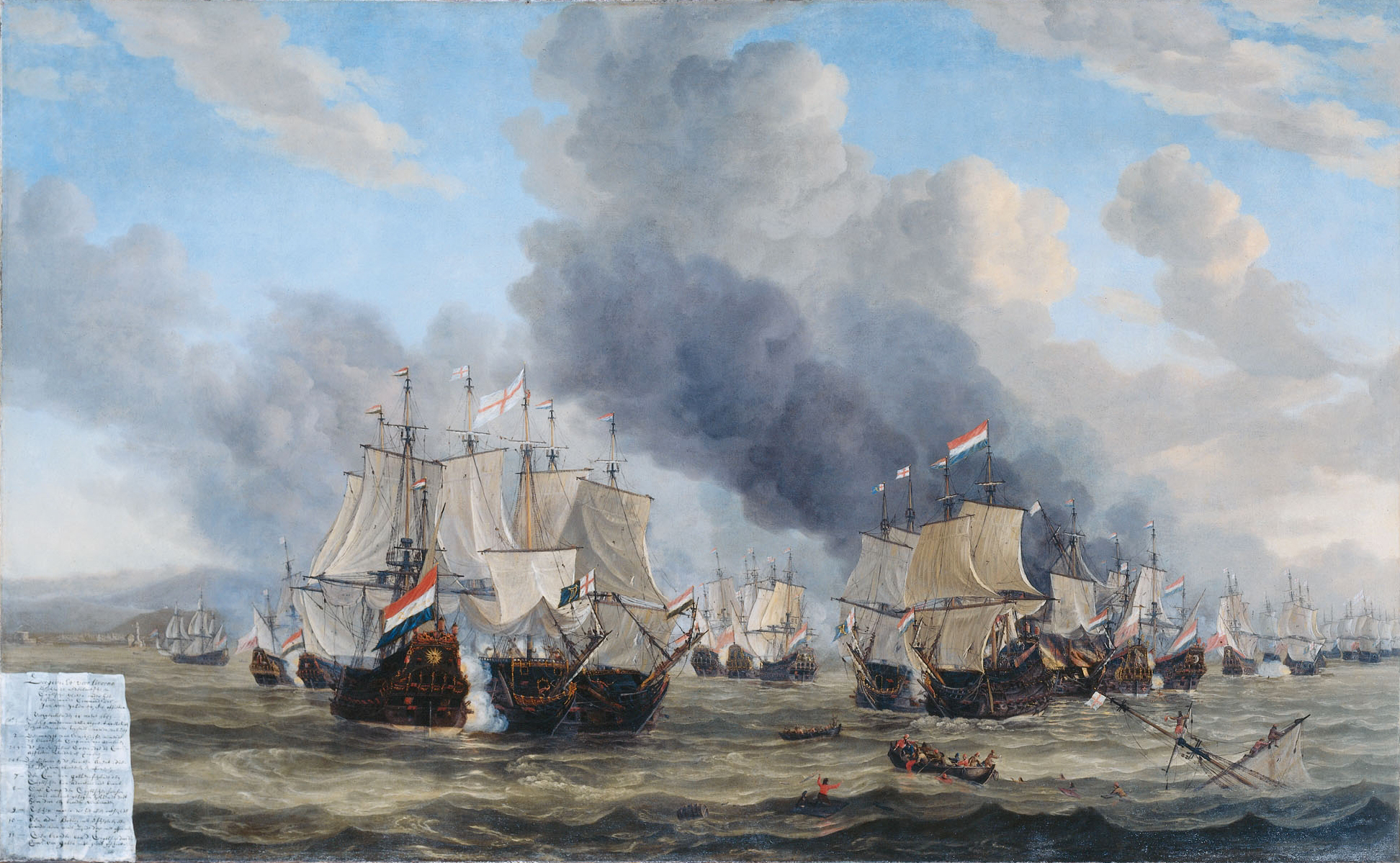
Sjöslaget vid Livorno 1653.

Högsjöflottan bestod under 1600-talet av sju eskadrar, var och en med tre amiraler eller kommendörer; en som eskader- och huvudstyrkechef, en som chef för tätstyrkan och en som chef för arriärgardet. Varje eskader bestod av skepp från två eller flera amiralitet. De Ostindiska och Västindiska kompanierna kunde också efter förhandlingar ställa skepp till högsjöflottans förfogande. Vid sidan av högsjöflottan utrustade många handelsstäder egna kommunala eskortfartyg (directieschepen) till handelns skydd. I framförallt Zeeland utrustade privata intressen många kaparfartyg vilka genomförde ekonomisk krigföring för vinnings skull. Bland kända nederländska amiraler märks: Piet Pieterszoon Hein, Michiel de Ruyter, Cornelis Tromp och Maarten Tromp.